# Estación Kajiwara
La estación Kajiwara (梶原停留場 Kajiwara-teiryūjō?) de la línea Toden Arakawa, pertenece al único sistema de tranvías de la empresa estatal Toei, y está ubicada en el barrio especial de Kita, en la prefectura de Tokio, Japón.

## Otros servicios
- Toei Bus
  - Línea 64: hacía estación Ikebukuro (vía Ōji-Ekimae y Nishisugamo).
  - Línea 64: hacía el templo Kōgan-ji (vía Ōji-Ekimae y Nishisugamo).
  - Línea 103: hacía estación Ikebukuro y estación Kameido.

## Sitios de interés
- Calle Meiji
- Tienda Akemi (fabricación y venta de golosinas con forma de los tranvías de la línea)